# Château de Bien-Assis
Pour l’article homonyme, voir Château de Bien-Assis (Clermont-Ferrand).
Pour l’article ayant un titre homophone, voir Château de Bienassis.
Le château de Bien-Assis est une maison forte du XVe siècle située à Montluçon en France.

## Localisation
Le château de Bien-Assis est situé sur la commune de Montluçon, dans le département de l'Allier, en région Auvergne-Rhône-Alpes.
Il se trouve dans le quartier résidentiel auquel il a donné son nom, à l'ouest de la ville. Il est situé sur le rebord du plateau qui domine le ruisseau des Étourneaux.

## Historique
La seigneurie est attestée dès 1460, en la personne de Robert, seigneur de Bien-Assis, époux de Berthe de Saint-Julien. D’après les textes anciens, Colas de Peret, bourgeois de Montluçon, aussi nommé Nicolas Dupeyret, était seigneur de Bien-Assis en 1481. Le château est, par son style, de la seconde moitié du XVe siècle.
Le château est ensuite passé successivement dans les familles de Chasauvert, Mercier, Tardé, Alamargot, La Saigne de Saint-Georges, puis à Mme Sarret qui le vend à MM. Jean et Richard de Montaignac, lesquels le louent à des fermiers.
À la suite d'une mesure d’expropriation, le château est récupéré par la ville de Montluçon, qui devait le démolir. celle-ci le cède à la Société d’équipement du Bourbonnais qui est chargée de l'aménagement du nouveau quartier de Bien-Assis.
C’est en 1970 que les Amis de Montluçon achètent le château de Bien-Assis à la Société d'Equipement du Bourbonnais afin de le sauver de la démolition. Le prix Émile-Mâle 1993 a été attribué à la Société pour la restauration de cet édifice du XVe siècle, inscrit à l'inventaire supplémentaire des Monuments historiques une première fois le 9 décembre 1929, désinscrit 17 mars 1933 et réinscrit (uniquement façade et toitures) le 20 décembre 1965. En décembre 2015, l'ensemble du château est inscrit à l'Inventaire des MH, à la suite de la découverte de peintures (seconde moitié du XVIe s.) et à leur restauration dans une des salles du château.

## Architecture
Le corps de logis comporte deux pièces à chaque étage et une tour d'escalier carrée, flanquée d'une tourelle circulaire, en saillie au milieu de la façade.
Des cheminées, des portes à panneaux et des ferrures d'époque ont été conservées. Le château a beaucoup souffert des intempéries et de son manque d'entretien. Un très gros effort a été consenti par les Amis de Montluçon pour le remettre en état. La toiture, les salles principales et les murs extérieurs ont été restaurés.

## Expositions
Les salles du rez-de-chaussée sont utilisées pour présenter l’exposition temporaire du mois de juin.
Au premier étage, une exposition permanente montre un aperçu des collections des Amis de Montluçon concernant la ville de Montluçon et ses proches environs, depuis les temps préhistoriques jusqu’au XXe siècle.
D’autres salles contiennent la bibliothèque avec des ouvrages anciens des XVIe, XVIIe et XVIIIe siècles et de nombreux ouvrages régionaux, ainsi que des collections diverses.
La cave voûtée ainsi que la chapelle renferment une exposition lapidaire. De nombreuses pierres ont été récupérées dans le Château jaune, demeure bourgeoise située au pied du château des ducs de Bourbon et qui fut démolie en 1963.